# ジェリーストーン!
『ジェリーストーン!』（原題: Jellystone!）は、アメリカ合衆国のテレビアニメ。ワーナー・ブラザース・アニメーションによって制作され、ハンナ・バーベラ・プロダクションのキャラクター達が登場する。アメリカでは2021年7月29日にHBO Maxで初公開。日本では2022年6月4日よりカートゥーン ネットワークにて放送開始。

## 概要
『クマゴロー（ヨギベア）』や『珍犬ハックル』といったハンナ・バーベラ・プロダクションのキャラクターが登場するコメディ作品。本作において、男性から女性へ性別を変更されたキャラクターが存在するが、これは登場キャラクターの男女の比率バランスを良くする為である。
キャラクター達はジェリーストーンという名の街に住んでいるという設定。

## 登場人物
ジェリーストーン病院
ヨギ（Yogi Bear）
声 - 茶風林／ジェフ・バーグマン
茶色のクマ。ジェリーストーン病院の医師。日本名はクマゴローだが、本作においては実写映画同様オリジナルに合わせた名前になっている。
ブーブー（Boo Boo）
声 - 林勇／CH・グリーンブラット
ヨギの相棒。ジェリーストーン病院の看護師。
シンディベア（Cindy Bear）
声 - 河村梨恵／グレース・ヘルビッグ
ヨギのガールフレンド。ジェリーストーン病院の医師。
スミス（Ranger Smith）
声 - 森田順平／ジェフ・バーグマン
ジェリーストーン病院の管理者。
マジックおばさん（Winsome Witch）
声 - 林りんこ／レズリー・ニコル
病院の食堂を経営する魔女。
ジェリーストーン市役所
ハックル市長（Huckleberry Hound）
声 - 上田燿司／ジム・コンロイ
ジェリーストーンの市長。
ドラ
声 - 上田燿司／ジェフ・バーグマン
ハックルのアシスタント。
ライオンパス（Snagglepuss）
声 - 龍田直樹／ダナ・スナイダー
ジェリーストーン小学校
怪傑マック（El Kabong）
声 - 星野貴紀／バーナード・デ・ポーラ
路地
ドラ猫大将（Top Cat）
声 - 中務貴幸／トーマス・レノン
町の住人
ゴンちゃん（Magilla Gorilla）
声 - 上田燿司／ポール・F・トンプキンズ
ジャバちゃん（Jabberjaw）
声 - 杏寺円花／ニッコール・サーマン
大魔王シャザーン（Shazzan）
声 - 宮園拓夢／ファジャー・アル・カイシー
バナナ・スプリッツ（Banana Spits）
ワンチョ（Fleegle Beagle）
声 - ポール・F・トンプキンズ（未定）

デッパッパ（Bingo）
声 - ジム・コンロイ（未定）

オモナーガ（Drooper）
声 - CH・グリーンブラット（未定）

ムックムク（Snorky）

ジャンボゴリラ（Grape Ape）
声 - CH・グリーンブラット（未定）

## エピソード一覧
| 話数 | サブタイトル              | 原題                         | 放送日         | 放送日        |
| ---- | ------------------------- | ---------------------------- | -------------- | ------------- |
| 1    | ヨギのおなかトラブル      | Yogi's Tummy Trouble         | 2021年 7月29日 | 2022年 6月4日 |
| 2    | ジャンボゴリラのお昼寝    | Gorilla in Our Midst         | 2021年 7月29日 | 2022年 6月4日 |
| 3    | ブーブーのブーツ          | Boo Boots                    | 2021年 7月29日 | 2022年 6月4日 |
| 4    | 大人だけの集まり          | My Doggie Dave               | 2021年 7月29日 | 2022年 6月4日 |
| 5    | ジャバちゃんは副店長?     | A Coconut to Remember        | 2021年 7月29日 | 2022年 6月4日 |
| 6    | 危ないスーパーマーケット! | Grocery Store                | 2021年 7月29日 | 2022年 6月4日 |
| 7    | シンディは大いそがし!     | Must Be Jelly                | 2021年 7月29日 | 2022年 6月4日 |
| 8    | ドラネコ・ダンスバトル!   | Cats Do Dance                | 2021年 7月29日 | 2022年 6月4日 |
| 9    | クールは止まらねえ!       | VIP Baby You Know Me         | 2021年 7月29日 | 8月20日       |
| 10   | マックの愛したギター      | El Kabong's Kabong is Gone   | 2021年 7月29日 | 8月20日       |
| 11   | ナゾの弁護士、あらわる!   | Mr. Flabby Dabby Wabby Jabby | 2021年 7月29日 | 8月20日       |
| 12   | 父ちゃんの役目            | Ice Ice Daddy                | 2021年 7月29日 | 8月20日       |
| 13   | ネコになったヨギ          | DNA, A-OK!                   | 2021年 7月29日 | 8月20日       |
| 14   | 街の顔コンテスト          | Face of the Town!            | 2021年 7月29日 | 8月20日       |
| 15   | あやしいピザレストラン    | Cattanooga Cheese Explosion  | 2021年 7月29日 | 8月20日       |
| 16   | ヤッキーの恐怖心ジュース  | Squish or Miss               | 2021年 7月29日 | 8月20日       |